# Internationale Kampagne zur Abschaffung von Atomwaffen

Logo der ICAN

Die Internationale Kampagne zur Abschaffung von Atomwaffen (ICAN – International Campaign to Abolish Nuclear Weapons) ist ein internationales Bündnis von Nichtregierungsorganisationen, die sich für die Abschaffung aller Atomwaffen durch einen bindenden völkerrechtlichen Vertrag – eine Atomwaffenkonvention – einsetzt.
Der Hauptsitz, ein kleines Büro für eine Handvoll Mitarbeiter, befindet sich auf dem Gebiet der Gemeinde Le Grand-Saconnex am Stadtrand von Genf im Ökumenischen Zentrum, in dem auch der Weltkirchenrat seinen Sitz hat. Direktorin ist die Australierin Melissa Parke.
Am 6. Oktober 2017 wurde ICAN der Friedensnobelpreis zugesprochen für „ihre Arbeit, Aufmerksamkeit auf die katastrophalen humanitären Konsequenzen von Atomwaffen zu lenken und für ihre bahnbrechenden Bemühungen, ein vertragliches Verbot solcher Waffen zu erreichen“.

## Geschichte
Die Idee zur Kampagne entstand 2006 bei einer Konferenz der IPPNW – Internationale Ärzte für die Verhütung des Atomkrieges. ICAN wurde schließlich 2007 bei der Konferenz des Atomwaffensperrvertrags in Wien von der IPPNW im Zusammenschluss mit anderen Organisationen ins Leben gerufen und in zwölf Ländern gestartet. 2011 hatte die Kampagne 200 Mitgliedsorganisationen in 60 Ländern, im Dezember 2022 waren es 650 Organisationen in 110 Ländern.

## Ziele und Aktivitäten zum Atomwaffenverbotsvertrag

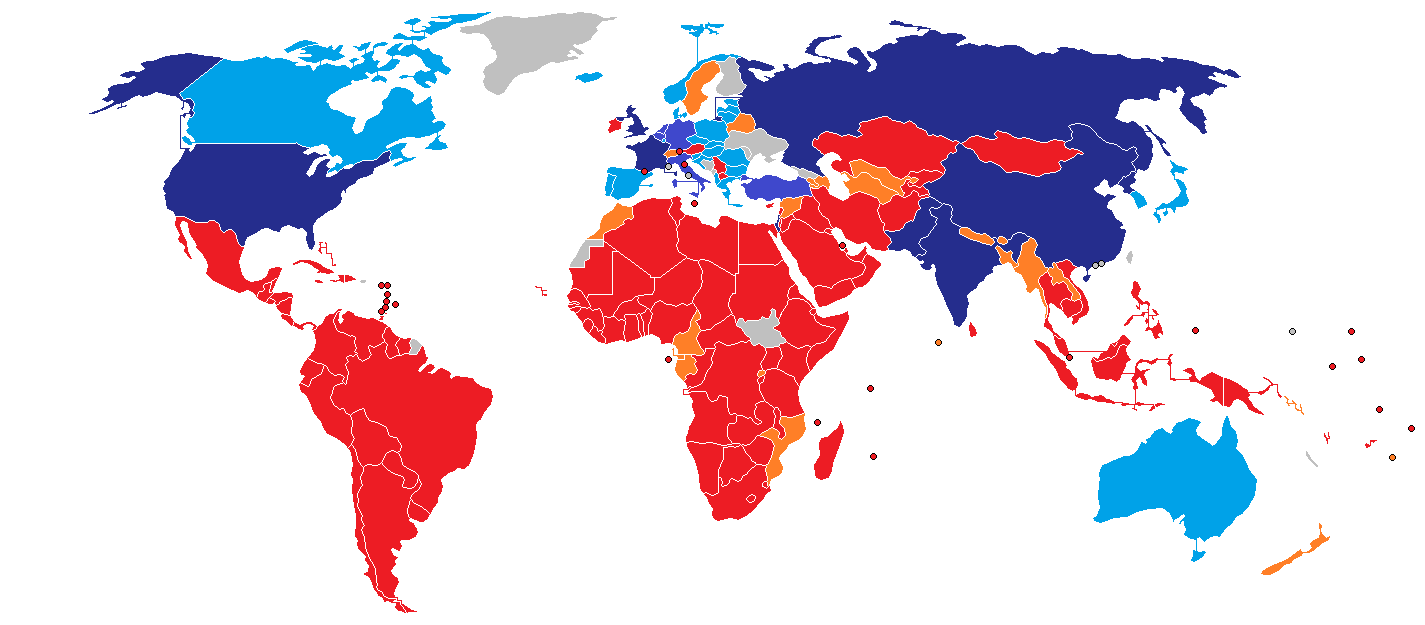
Unterstützen den Vertrag formell
Stimmten für den Vertrag
Keine Befürwortung, besitzen Nuklearwaffenprogramm
Keine Befürwortung, Nukleare Teilhabe
Keine Befürwortung, Teil einer nuklearen Allianz

ICAN will der globalen Öffentlichkeit die Gefahr, welche die 27.000 aus dem Kalten Krieg verbliebenen Atomwaffen darstellen, ins Bewusstsein rufen, die Abschaffung in die öffentliche Diskussion bringen, und Druck auf Regierungen ausüben. Zu den weiteren Zielen der Kampagne gehört die Vernetzung von Organisationen, die weltweit für die Abschaffung von Atomwaffen arbeiten. ICAN arbeitet darauf hin, eine möglichst breite Basis von Partnern aufzubauen, von Gewerkschaften über religiöse und humanitäre Institutionen bis hin zu Umweltschutzorganisationen.
ICAN wirbt mit zahlreichen Kampagnen für die Unterstützung eines Vertrags zum völkerrechtlichen Verbot von Atomwaffen. Am 7. Juli 2017 stimmten 122 Staaten der Vereinten Nationen für einen entsprechenden Vertrag. Die bisher bekannten Atommächte haben nicht an den Verhandlungen teilgenommen. Auch Deutschland als Mitglied der nuklearen Teilhabe nahm nicht an den Verhandlungen teil, was von ICAN Deutschland kritisiert wurde. Seit dem 20. September 2017 liegt der Vertrag zur Unterschrift aus. Er trat am 22. Januar 2021 in Kraft, nachdem er von mehr als 50 Staaten ratifiziert worden war.

## Unterstützer
Zu den prominenten Unterstützern der Kampagne gehören der Dalai Lama, der ehemalige Generalsekretär der Vereinten Nationen Ban Ki-moon, die Friedensnobelpreisträger Desmond Tutu und Jody Williams, Jazzpianist Herbie Hancock und Cricketspieler Ian Chappell.